# アンゴラモデル

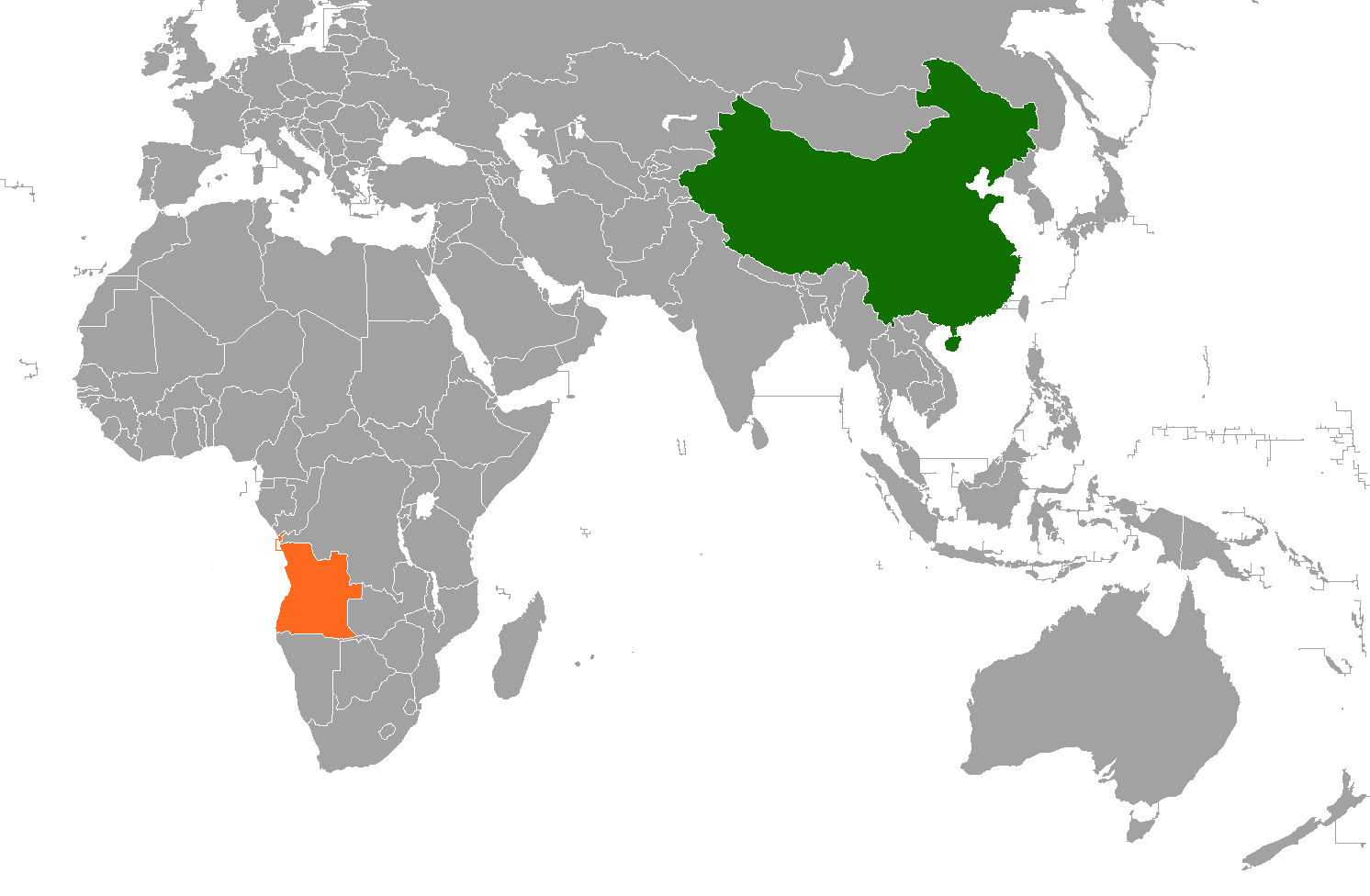
中華人民共和国（緑）とアンゴラ（橙）の位置関係

アンゴラモデル（Angola model）またはアンゴラ型モデル（Angolan model）、アンゴラ方式（Angola mode）は、中華人民共和国（以下、中国）によるアンゴラへの援助をベースとする、経済援助のモデルである。
アンゴラ内戦は1975年、アンゴラがポルトガルより独立した直後よりはじまり、2002年に終戦した。長期にわたる内戦によりアンゴラは荒廃し、その復興には100億ドル以上の資金が必要であった。アンゴラ政府は世界銀行および国際通貨基金（IMF）に開発資金の提供を要望したが、当時同国の対外債務額は89億ドル以上になっており、両機関は政府のガバナンスおよび財政状況の健全化を要求した。しかし、内戦終結まもないアンゴラ政府にとって、これらの事項の履行は困難であり、交渉は難航した。こうしたなかで、中国政府は内戦終結直後の2002年に1.5億ドルの融資を発表し、続く2004年には中国輸出入銀行と中国建設銀行による、20億ドルの融資がおこなわれた。
中国は、国内で競争力を失った企業やその従業員を物資とともにアンゴラに派遣し、資源開発をおこなった。この経済援助は資源を担保にするものであり、原油による現物返済がおこなわれた。この援助方式は成功し、中国によるアフリカ各国への援助に応用された。